# 바이스차오난역
바이스차오난역(중국어: 白石桥南站)은 중화인민공화국 베이징시 하이뎬구 간자커우 가도 처궁좡 서로(车公庄西路)와 중관춘 대가(中关村大街) 교차점에 위치한 베이징 지하철 6호선과 9호선의 환승역이다. 이 역은 두 노선 모두 동시에 개통되어 2012년 12월 30일에 개장하였다. 역명의 유래는 바이스차오신차오 남쪽에 위치하여 제정되었다.

## 위치
바이스차오난역은 중관춘 대가(中关村大街)(남북 방향)와 처궁좡 서로(车公庄西路)(동서 방향)의 교차점에 위치한다. 본 역의 위치에는 많은 지하 파이프라인이 있으며, 건설을 용이하게 하기 위해 파이프라인 수가 적은 교차로의 북서쪽 모퉁이에 배치된 구조이다. 그 중 9호선과 팡산선의 역은 교차로 북쪽의 중관춘 대가 서쪽을 따라 남북 방향으로 지나가고, 6호선의 역은 동서 방향으로 지나간다. 처궁좡 서로의 북쪽 교차로에서 두 노선의 역이 L자 형태로 교차하는 구조이다.
이 역은 초기 계획 단계에서 시다오커우역(중국어: 四道口站)으로 불렸다.
이 이름은 징먼 철도(京门铁路)의 동서를 가로지르는 제4철도 건널목에서 유래되었지만 이 건널목은 1971년 시즈먼(西直门)에서 우루(五路) 까지 구간과 함께 철거되었다. 하이뎬구 베이샤관 근처에는 경장철도의 시다오커우도 있으며, 동시에 하이뎬구 류다오커우 남동쪽에는 시다오커우 마을도 있다.

## 역 구조
두 노선 모두 1면 2선의 섬식 승강장 형태인 지하역으로, 9호선과 팡산선은 지하 2층, 3경간, 2열 박스프레임 구조로 되어 있다. 9호선과 팡산선 승강장이 상단에 있고, 6호선 승강장이 그 아래에 오픈컷 구조로 되어 있다. 지하 1층은 대합실 층으로, 두 노선 간 공용 대합실이 설치되어 있다. 지하 2층은 9호선과 팡산선 승강장 층의 일부이고 6호선의 일부는 장비층(변전소 및 공기 덕트 포함) 지하 3층 6호선 승강장 층으로 이루어져 있다.
9호선과 팡산선에서 6호선으로 환승하는 승객은 9호선과 팡산선 승강장의 남쪽 교차 지점에서 에스컬레이터를 타고 6호선 승강장에 도착하여 '승강장 간' 환승을 할 수 있다. 9호선과 팡산선을 이용하면 먼저 대합실로 올라간 후 9호선 승강장으로 내려가는 길이 존재한다. 역 계단과 에스컬레이터는 승객 동선을 따라 배치되어 환승 거리를 단축하였고, 9호선과 팡산선의 공용 열차는 동일한 노선을 공유하기 때문에 동일한 승강장에서 9호선에서 팡산선으로 직접 환승이 가능하다.
| 지면                        | 출입구                          | A-G출입구                                                                 |
| 지하 1층 6, 9호선 대합실 층 | 대합실                          | 고객센터, 자동 발권기, 출입 게이트                                        |
| 지하 2층 9호선 승강장       | ←                               | ■ 9호선 일반열차 / ■ 팡산선 직통열차 국가도서관 방면(시·종착역)           |
| 지하 2층 9호선 승강장       | 섬식 승강장, 왼쪽 출입문이 열림 |                                                                           |
| 지하 2층 9호선 승강장       | →                               | ■ 9호선 일반열차 궈궁좡 방면 / ■ 팡산선 직통열차 옌춘둥 방면 (바이두이쯔) |
| 지하 3층 6호선 승강장       | ←                               | ■ 6호선 진안차오 방면 (화위안차오)                                        |
| 지하 3층 6호선 승강장       | 섬식 승강장, 왼쪽 출입문이 열림 |                                                                           |
| 지하 3층 6호선 승강장       | →                               | ■ 6호선 루청 방면 (얼리거우)                                              |

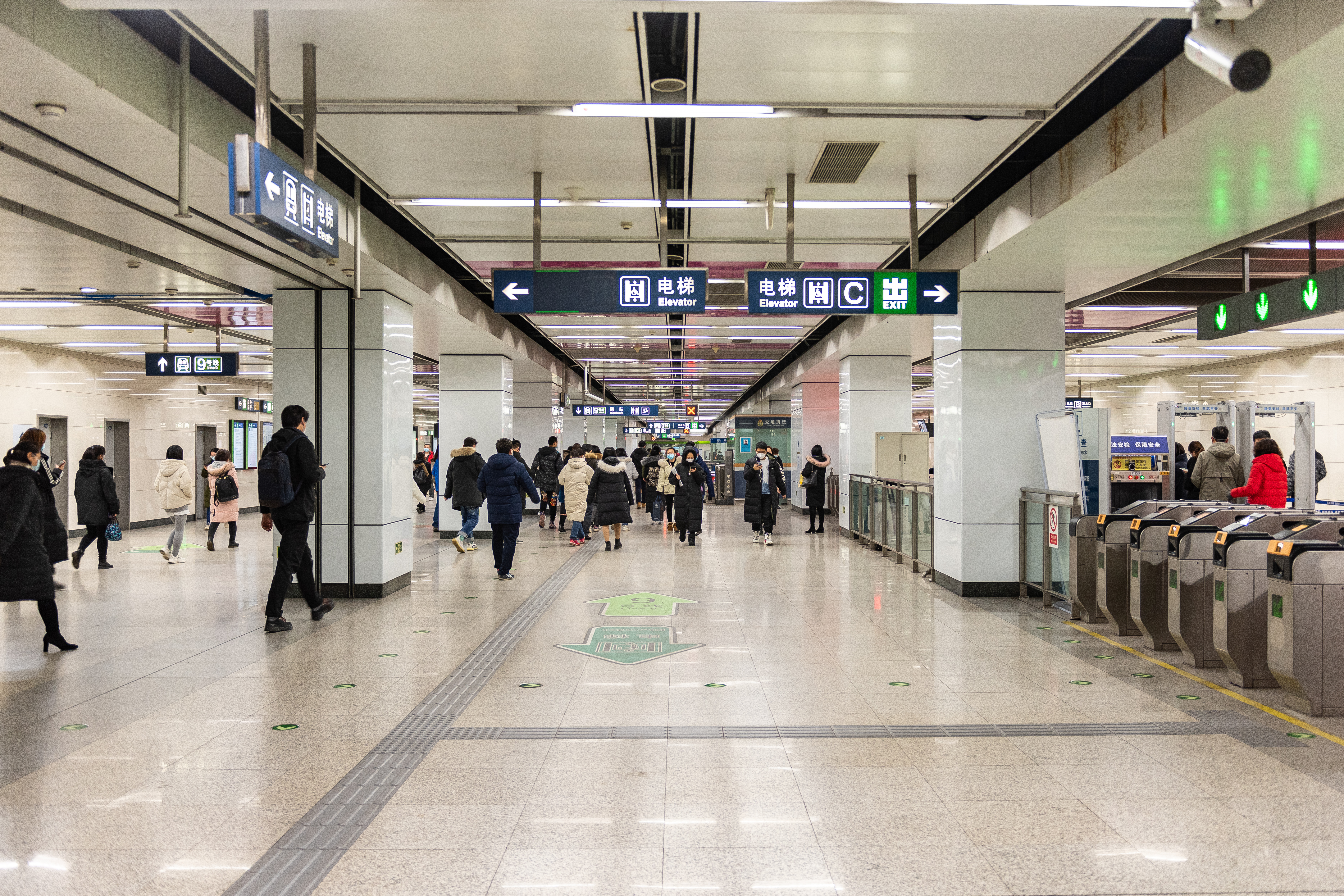
9호선 및 팡산선 공용 대합실(2021년 1월 촬영)

## 출구
|                            |                              | |      |           |
|                            |                              | |      |           |
|                            |                              | |      |           |
| 출구                       | 지시                         | 목적지 | 사진 | 편의 시설 |
| ■ 9호선 ■ 팡산선 역사 연결 |                              | |      |           |
| 出口 · A                   | 중관춘 대가(中关村大街) 서측 | 중국건축 표준설계연구소(中国建筑标准设计研究院), 화뎬 루이퉁 그룹(华电瑞通集团) |      | 빈칸      |
| 出口 · B                   | 중관춘 대가(中关村大街) 동측 | 기계과학연구소(机械科学研究总院), 텡다 빌딩(腾达大厦) |      | 빈칸      |
| 出口 · C                   | 처궁좡 서로(车公庄西路)      | 중국도시계획설계연구소(中国城市规划设计研究院), 베이징 신장 빌딩(北京新疆大厦), 중국 건설공업 출판사(中国建筑工业出版社)                                                            |      |           |
| ■ 6호선 역사 연결          |                              | |      |           |
| 出口 · E                   | 처궁좡 서로(车公庄西路) 북측 | 지주위안 남로(紫竹院南路), 화뎬 루이퉁 그룹(华电瑞通集团), 중국건축 표준설계연구소(中国建筑标准设计研究院)                                                                          |      | 빈칸      |
| 出口 · G                   | 처궁좡 서로(车公庄西路) 남측 | 중관춘 대가(中关村大街) 서측, 중국도시계획설계연구소(中国城市规划设计研究院), 중국 쿤룬 공정공사 중국 방직 연구소(中国昆仑工程公司中纺院), 중국 건설공업 출판사(中国建筑工业出版社) |      |           |
| 아이콘 설명: 엘리베이터    |                              | |      |           |